# ザ・ベスト・オブ・ミー
『ザ・ベスト・オブ・ミー』（The Best of Me）は、2019年にリリースされたリック・アストリーのベスト・アルバムである。

## 解説
ディスク1には新曲「エヴリ・ワン・オブ・アス」が収録されているほか、ディスク2には代表曲を再アレンジしたニュー・バージョンが収録されている。

## 収録曲

### ディスク1
1. エヴリ・ワン・オブ・アス - Every One of Us
2. ギヴ・ユー・アップ - Never Gonna Give You Up
3. ホエネヴァー・ユー・ニード・サムバディ - Whenever You Need Somebody
4. 恋に落ちた時 - When I Fall in Love
5. トゥゲザー・フォーエヴァー - Together Forever
6. ストロング・ストロング・マン - It Would Take a Strong Strong Man
7. ダンス・ウィズ・ミー - She Wants to Dance with Me
8. テイク・ミー・トゥ・ユア・ハート - Take Me to Your Heart
9. ホールド・ミー・イン・ユア・アームズ - Hold Me in Your Arms
10. クライ・フォー・ヘルプ - Cry for Help
11. スリーピング - Sleeping
12. ライツ・アウト - Lights Out
13. キープ・シンギング - Keep Singing
14. エンジェルズ・オン・マイ・サイド - Angels on My Side
15. ダンス - Dance
16. ディス・オールド・ハウス  - This Old House
17. ビューティフル・ライフ - Beautiful Life
18. トライ - Try
19. シー・メイクス・ミー - She Makes Me

日本盤ボーナストラック
1. エイント・トゥー・プラウド・トゥ・ベッグ - Ain't Too Proud to Beg
2. スーパーマン - Superman

### ディスク2
1. ギヴ・ユー・アップ（ピアノフォルテ・ヴァージョン）- Never Gonna Give You Up (Pianoforte)
2. トゥゲザー・フォーエヴァー（リイマジンド）- Together Forever (Reimagined)
3. ホエネヴァー・ユー・ニード・サムバディ（リイマジンド）- Whenever You Need Somebody (Reimagined)
4. 恋に落ちた時（リイマジンド）- When I Fall in Love (Reimagined)
5. ビューティフル・ライフ（リイマジンド）- Beautiful Life (Reimagined)
6. ダンス・ウィズ・ミー（リイマジンド）- She Wants to Dance with Me (Reimagined)
7. ホールド・ミー・イン・ユア・アームズ（リイマジンド） - Hold Me in Your Arms (Reimagined)
8. クライ・フォー・ヘルプ（リイマジンド） - Cry for Help (Reimagined)
9. キープ・シンギング（リイマジンド）- Keep Singing (Reimagined)
10. エンジェルズ・オン・マイ・サイド（リイマジンド）- Angels on My Side (Reimagined)
11. トライ（リイマジンド）- Try (Reimagined)